# Angelo Bruscino
Angelo Bruscino (Avellino, 3 maggio 1980) è un imprenditore e saggista italiano, esperto di diritto dell’ambiente e tecnologie ambientali.
Nel 2013 ha esordito nella saggistica con Quanto ci costa essere Italiani? Diario della giovane impresa ai tempi della crisi edito da Tullio Pironti Editore; ha firmato nel 2015 il volume Il Bivio – Sogni e Speranze dei Giovani Italiani in tempo di crisi edito da Mondadori; è autore delle pubblicazioni Lo Sviluppo Sostenibile (2008) e Il Turismo Sostenibile (2011) per Libreriauniversitaria.it.
Ex componente del comitato scientifico del quotidiano Terra, socio e dirigente di varie aziende nel settore della green economy tra cui Ambiente S.p.a, ha ricoperto diversi ruoli in Confederazione italiana della piccola e media industria tra cui quello di presidente Presidente Nazionale Giovani per il triennio 2014/2017 e membro della giunta nazionale senior; come giornalista pubblicista collabora con Huffingtonpost Italia.
Ha ricevuto la Medaglia di Rappresentanza del Presidente della Repubblica Italiana Giorgio Napolitano per l’organizzazione del convegno Legalità a Napoli, l'impresa possibile nel marzo 2011. Nel 2018 è stato insignito del titolo di Cavaliere al Merito della Repubblica Italiana dal Presidente Sergio Mattarella. 
Nel maggio del 2019 esce il suo ultimo libro scritto a 4 mani con Alessio Postiglione, dal titolo “Popolo e Populismo” per Cairo Editore, che vince il Premio della Critica al concorso Milano International . Sempre nel 2019 entra a far parte del consiglio direttivo di Assorimap,  associazione che riunisce i riciclatori di plastiche.